# 岱喃字
岱喃字（越南语：／）是越南岱依族和儂族曾經使用的一種文字。其接近越南主體民族京族所用的喃字，同是基於漢字及其造字原理。

## 简史
岱族是具有民數最多、大多數分佈在越南北部的上游和中游地區的越南少數民族，集中在高平、諒山、宣光、河江等北部各省。
據一部分學者考證，岱喃字可能於越南南北朝時期的莫朝時產生。由於當時控制越南北方高平地區的莫朝一直重視儒學，當地的其他民族的文化水平也得到提高。在此情況下兩位司天管樂的岱依人儂瓊文和閉文鳳創造了岱喃字。此二人後被譽為岱喃字之父。至今尚流傳的《論紅顏四季》皇朝龍德元年抄本上，還明記他們倆的姓名和職稱。